# Look to You (álbum de Hillsong United)
Look to You es el sexto álbum en vivo de la banda australiana Hillsong United. El CD viene con un DVD gratuito que incluye material documental, entrevistas y "detrás de escena". Es la séptima producción de la banda, que fue grabada durante el Encounterfest el 9 de octubre de 2004 y lanzada a la venta el 28 de febrero de 2005. El álbum alcanzó el top 30 en la lista de álbumes de Australian Recording Industry Association.

## Bonus DVD
El DVD en vivo contiene pistas ocultas:
• Asistentes a la conferencia japonesa cantando una canción completa "One Way".  Para acceder, presione el menú cuando se está reproduciendo "What the World Will Never Take" y seleccione la nueva opción en amarillo en la pantalla.
• Una versión remezclada de "Look to You" creada por Hamish McDonald (de Paradyme Studios Australia) acompañada de visualizaciones aleatorias. Para acceder al menú de prensa cuando se reproduce "What the World Will Never Take", vaya a "Selección de canción", presione enter, resalte "Menú principal", presione hacia abajo y luego presione enter.

## Lista de canciones
| Lista de canciones - CD |                                  |                                                  |                   |          |  |
| N.º                     | Título                           | Escritor(es)                                     | Líder Vocal       | Duración |  |
| 1.                      | «Salvation is Here»              | Joel Houston                                     | Joel Houston      | 4:42     |  |
| 2.                      | «Tell the World»                 | Jonathon Douglass • Joel Houston • Marty Sampson | Marty Sampson     | 4:04     |  |
| 3.                      | «Look to You»                    | Marty Sampson                                    | Marty Sampson     | 5:21     |  |
| 4.                      | «All I Need Is You»              | Marty Sampson                                    | Marty Sampson     | 6:26     |  |
| 5.                      | «All for Love»                   | Mia Fieldes                                      | Holly Dawson      | 5:56     |  |
| 6.                      | «Shout Unto God»                 | Joel Houston • Marty Sampson                     | Joel Houston      | 3:16     |  |
| 7.                      | «There is Nothing Like»          | Marty Sampson • Jonas Myrin                      | Tulele Faletolu   | 7:30     |  |
| 8.                      | «What the World Will Never Take» | Scott Ligertwood • Matt Crocker • Marty Sampson  | Marty Sampson     | 3:05     |  |
| 9.                      | «Only One»                       | Joel Davies                                      | Jonathon Douglass | 3:47     |  |
| 10.                     | «Deeper»                         | Marty Sampson                                    | Marty Sampson     | 6:30     |  |
| 11.                     | «Til I See You»                  | Joel Houston • Jad Gillies                       | Joel Houston      | 6:08     |  |
| 12.                     | «Rest in You»                    | Mia Fieldes                                      | Holly Dawson      | 7:16     |  |
| 13.                     | «Awesome God»                    | Rich Mullins                                     | Joel Houston      | 5:18     |  |
| 1:09:19                 |                                  |                                                  |                   |          |  |

Lista de Canciones: DVD
1. "Look to You" (an Introduction) - 1:17
2. "Salvation Is Here" - 4:38
3. "Tell the World" - 4:05
4. "All I Need Is You" - 6:20
5. "All for Love" - 5:55
6. "Shout Unto God" - 2:47
7. "There Is Nothing Like" - 7:31
8. "What the World Will Never Take" - 3:05
9. "Awesome God" - 5:15

## Look to You | YouTube
01. "Salvation Is Here" - 4:38
02. "Look to You" 5:12
03. "All I Need Is You" - 6:20
04. "All for Love" - 5:55
05. "Shout Unto God" - 2:47
06. "There Is Nothing Like" - 7:31
07. "What the World Will Never Take" - 3:05
08. "Only One" - 3:45
09. "Deeper" - 6:31
10. "Awesome God" - 5:15
Playlist. Otro

## Listas de Posiciones
| Lista                        | Máxima posición |
| ---------------------------- | --------------- |
| ARIA Top 50 Albums Chart     | 30              |
| Billboard Christian Albums   | 33              |
| Billboard Heatseekers Albums | 48              |

## Personal
Voces Principales: Joel Houston • Marty Sampson • Jonathon Douglass • Holly Dawson • Jad Gillies • Tulele Faletolu
Coros: Michelle Fragar • Sam Knock • Kirsty Thorntrwaite • Anneka Kelly • Jay Hoors • Mia Fieldes • Kylie Fisher
Coro: Coro Juvenil de la Iglesia Hillsong
Compositores: Joel Houston • Marty Sampson • Jonathon Douglass • Mia Fieldes • Jonas Myrin • Matt Crocker • Scott Ligertwood • Joel Davies • Jad Gillies • Rich Mullins
Guitarras acústicas: Joel Houston • Marty Sampson
Guitarras eléctricas: Marcus Beaumont • Nathan Taylor • Jad Gillies • Marty Sampson
Teclados: Kevin Lee • Peter James
Bajo: Matt Tennikoff
Batería: Luke Munns • Rolf Wam Fjell

## Producción
Pastor Sénior: Brian Houston • Robbie Houston
Pastor Juvenil: Phil Dooley • Lucinda Dooley
Productor: Darlene Zschech
Coproductor: Reuben Morgan
Director de Grabación: Duncan Beaumont
Técnico de Batería: Sam O’Donnell
Técnico de Guitarras: Reece Turbin • Rob Tartos
Director Vocal: Dee Uluirewa
• Arte y Diseño: Fuera de la Ciudad y Edificación
• La portada del álbum muestra a: Joel Houston • Peter James • Marty Sampson • Holly Dawson • Jad Gillies • Matt Tennikoff